# Armin Rohde
Armin Rohde, né le 4 avril 1955 à Gladbeck est un acteur allemand.
Depuis 1984, il a travaillé dans quelques théâtres à Bielefeld et Bochum, après des formations dans les écoles Folkwangschule et l'école pour les clowns de Pierre Byland à Essen. Il interprétait ses premiers rôles dans les pièces L'Opéra de quat'sous (Dreigroschenoper) de Bertolt Brecht ; Œdipe roi de Sophocle ; En attendant Godot de Samuel Beckett et Blindekuh (Cache-cache avec la mort) de Mikhail Volokhov (mise en scène de Bernard Sobel).
En 1992, il a joué un petit rôle dans le film Schtonk ! de Helmut Dietl et, la même année, il est devenu célèbre avec son rôle dans le film Kleine Haie de Sönke Wortmann. Depuis ce rôle, il passe pour le prototype du « prolo sympa ». Au cours des six années qui ont suivi, il est devenu un des acteurs les plus célèbres de l'Allemagne, grâce à des films comme Cours, Lola, cours ou Rossini - Die mörderische Frage wer mit wem schlief.
En 2009, il est « Menne » Spiegel, le mari de Marga, dans le film Marga de Ludi Boeken.
Il est marié avec la baronne Angela von Schilling depuis 1995. Son frère cadet Uwe Rohde est également acteur.

## Filmographie
- 1984 : Kassensturz : Holger
- 1992 : Schtonk ! : SS man
- 1992 : Kleine Haie : Bierchen
- 1993 : Die Lok : Bahnbeamter
- 1993 : Mr. Bluesman (de) : Bierchen
- 1994 : Les Nouveaux Mecs (Der Bewegte Mann) : Metzger
- 1995 : Babyfon - Mörder im Kinderzimmer (TV) : Uwe
- 1995 : Pakten : Police Officer
- 1995 : Zaubergirl (TV) : Herr Konrad
- 1995 : Les Roses du mal (Mit verbundenen Augen) (TV) : Detective Heiner Prokop
- 1996 : Der Schattenmann (feuilleton TV) : Lasky
- 1996 : Ein Einfacher Auftrag : Jakob Brumme
- 1996 : Das Superweib : Postbote
- 1996 : Gefährliche Freundin (TV) : Bratseth
- 1978 : Les Routiers (série TV) : Kaschinski (unknown episodes, 1996)
- 1997 : Das Hochzeitsgeschenk (TV) : Roberto
- 1997 : Rossini : Dr Sigi Gelber
- 1997 : La vie est un chantier (Das Leben ist eine Baustelle.) : Harri
- 1997 : Dumm gelaufen : Polizist Hansen
- 1998 : Das Trio : Horst
- 1998 : Der Campus : Norbert
- 1998 : Das Finale (TV) : Harry Andresen
- 1998 : Cours, Lola, cours (Lola rennt) : Herr Schuster
- 1998 : Geiselfahrt ins Paradies (TV) : Max
- 1998 : Schlange auf dem Altar (TV) : Georg Färber
- 1999 : Das Gelbe vom Ei (TV) : Heini Osdorp
- 1999 : Die Liebesdienerin (TV) : Photograph
- 1999 : St. Pauli Nacht : Manfred
- 1999 : 'Ne günstige Gelegenheit : Thilo 'Abo' Abogast
- 1999 : Apokalypso - Bombenstimmung in Berlin (TV) : Karl Mroszek
- 2000 : Kein Weg zurück (TV) : Kriminalkommissar Peter Bittins
- 2000 : Marlene : Emil Jannings
- 2000 : Der Bär ist los : Zirkusdirektor
- 2000 : Blondine sucht Millionär fürs Leben (TV) : Günter
- 2000 : Gefährliche Träume - Das Geheimnis einer Frau (TV) : David Weber
- 2001 : La Dernière Rivale ("Diamond Hunters") (feuilleton TV) : Sascha
- 2001 : Das Sams : Herr Mon
- 2001 : Schutzengel gesucht (TV) : Eddie
- 2001 : Liebe. Macht. Blind. (TV) : Alois Brummer
- 2002 : Taking Sides : Le Cas Furtwängler (Taking Sides) : Schlee, timpanist
- 2002 : Dienstreise - Was für eine Nacht (TV) : Hanno Wilmers
- 2002 : Ich gehöre dir (TV) : Jakob Manz
- 2002 : Am Ende des Tunnels (TV) : Albert Frank
- 2002 : 666 - Traue keinem, mit dem Du schläfst! : Mephisto
- 2002 : Das Paradies ist eine Falle (TV)
- 2002 : Pommery und Putenbrust (TV) : Frieder
- 2003 : Königskinder (TV) : Abels Vater
- 2003 : Richard Tauber - Dein ist mein ganzes Herz (TV) : Richard Tauber
- 2003 : Das Wunder von Lengede (TV) : Jürgen Grabowski, Bohrmeister
- 2003 : Sams in Gefahr : Anton Mon
- 2004 : Ein Seltsames Paar (TV) : Marder
- 2004 : Quito (TV) : Kurt
- 2004 : Käthchens Traum (TV)
- 2005 : Barfuss : Penner
- 2005 : Un amour de fantôme (Das Gespenst von Canterville) (TV) : MacQuarrie
- 2005 : Die Bluthochzeit : Hermann Walzer
- 2005 : Un coup de tonnerre : John Wallenbeck
- 2005 : Pommery und Hochzeitstorte (TV) : Frieder
- 2005 : Es ist ein Elch entsprungen : Mr. Moose (voix)
- 2006 : Pommery und Leichenschmaus (TV) : Frieder Fischbach
- 2006 : Der Räuber Hotzenplotz : Räuber Hotzenplotz
- 2006 : Vater Undercover - Im Auftrag der Familie (TV) : Carlo Lehmann
- 2009 : Marga : « Menne » Spiegel, le mari de Marga
- 2009 : La Colère du volcan (Vulkan) : Walter Röhricht
- 2009 : Albert Schweitzer : Albert Einstein
- 2010 : Goebbels et le Juif Süss : Histoire d'une manipulation (TV) : Heinrich George
- 2011 : Contagion - Damian Leopold
- 2012 : Appelez le 112 (Die Geisterfahrer) (TV) : Franz Marx
- 2012 : Bienvenue en Sibérie (Ausgerechnet Sibirien) (TV) : Holger